# Aciduricidade
Aciduricidade é definida como a capacidade de tolerar e proliferar em meios com pHs ácidos.

## Biofilme
A aciduricidade do biofilme, decorrente da fermentação de diversos carboidratos, inibe o crescimento de diversos microrganismos comensais competidores da placa dental, como por exemplo S. sanguinis, o que favorece o crescimento de S. mutans devido à sua aciduricidade. A tolerância a ácidos ocorre principalmente porque S. mutans apresenta uma bomba translocadora de prótons H+ na sua membrana celular, denominada F0F1 ATPase, a qual funciona para manter p pH intracelular por volta de 7,5. Além disto, S. mutans possui um sistema semelhante ao sistema arginina-deiminase de outros Streptococcus spp., através do qual utiliza amino-ácidos (que não a arginina) para a conversão de prótons H+ em animais.